# St. Katharina (Płoskinia)

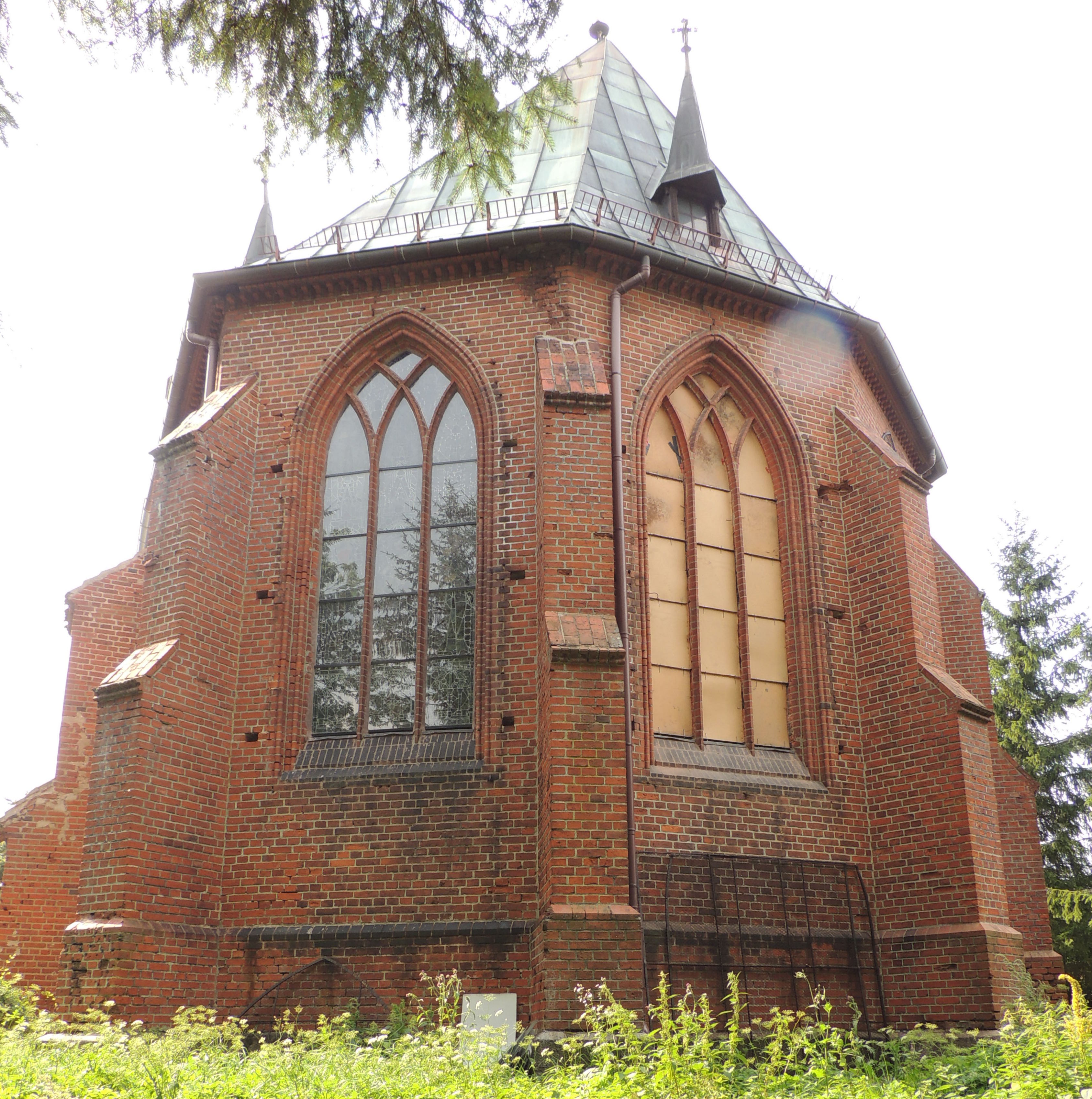
Plaßwich, Katharinenkirche

St. Katharina (polnisch: Kościół Świętej Katarzyny) ist die römisch-katholische Pfarrkirche von Płoskinia (deutsch: Plaßwich), einem Ort im Powiat Braniewski in der polnischen Woiwodschaft Ermland-Masuren.

## Geschichte
Die Plaßwicher Katharinenkirche wurde im mittleren 14. Jahrhundert als flachgedeckte gotische Backsteinkirche mit vorgesetztem Westturm errichtet. 1881–1884 erfolgte ein Neubau des Chores durch den Münsteraner Diözesanbaumeister Hilger Hertel.

## Architektur
Der ursprüngliche Kirchenbau stellte eine im Innern flachgedeckte Saalkirche mit rechtwinklig geschlossenen Chorraum und nördlichem Sakristeianbau dar. Dem Winkel zwischen Schiff und Chor ist ein polygonal endender Treppenturm eingefügt, der blendengegliederte Westturm wird von einem Satteldach mit Staffelgiebel abgeschlossen. Die Chorerweiterung in fünf Seiten des Achtecks ist, wie auch das ältere Vorchorjoch, im Innern mit einem Sterngewölbe versehen.

## Ausmalung
Die Ostseite des Schiffs  wurde um 1660 mit einer Darstellung des Jüngsten Gerichts im Stil des Manierismus ausgemalt, die Decke des Schiffs erhielt 1713 die Szenen der Verkündigung des Herrn, der Heiligen Dreifaltigkeit, der mystischen Vermählung der hl. Katharina von Alexandrien mit dem Jesuskind und den Figuren von Aposteln und Kirchenvätern.

## Orgel
Die Kirche erhielt 1909 eine Orgel mit pneumatischer Traktur im neubarocken Prospekt von Bruno Goebel mit folgender Disposition:
| I Manual C–f3 |               |        |
| 0 1.          | Bordun        | 16′    |
| 0 2.          | Principal     | 08′    |
| 0 3.          | Concert-Flöte | 08′    |
| 0 4.          | Spitzflöte    | 04′    |
| 0 5.          | Octave        | 04′    |
| 0 6.          | Gemshorn      | 08′    |
| 0 7.          | Gamba         | 08′    |
| 0 8.          | Mixtur III–IV | 02′'   |
| 0 9.          | Rausch-Quinte | 02 ⁄3′ |
| 10.           | Oboe          | 08′    |

| II Manual C–f3 |                         |        |
| 11.            | Liebl. Principal        | 08′    |
| 12.            | Gedeckt                 | 08′    |
| 13.            | Hohlflöte               | 08′    |
| 14.            | Salicional              | 08′    |
| 15.            | Vox coelestis           | 08′    |
| 16.            | Schalmei                | 08′    |
| 17.            | Dolce                   | 04′    |
| 18.            | Flauto amabile          | 04′    |
| 19.            | Progressiv harm. II–III | 02 ⁄3′ |

| Pedal C–d1 |           |     |
| 20.        | Principal | 16′ |
| 21.        | Subbaß    | 16′ |
| 22.        | Violon    | 16′ |
| 23.        | Bassflöte | 08′ |
| 24.        | Cello     | 08′ |
| 25.        | Fagott    | 16′ |

- Koppeln:

Normalkoppeln: II/I, I/P, II/P
Suboktavkoppel: II/I, II
Superoktavkoppel: II/I